# Basket-ball à trois aux Jeux olympiques
La première apparition du basket-ball à trois aux Jeux olympiques date de 2021 aux Jeux de Tokyo.

## Histoire
Le 9 juin 2017, le Comité international olympique annonça que le basket-ball à trois deviendrait un sport olympique aux Jeux olympiques de 2020 à Tokyo au Japon, aussi bien pour les hommes que pour les femmes.
En raison de l’épidémie de Covid-19, les Jeux olympiques sont décalés en 2021.

## Palmarès

### Masculin
| Éd. | Année | Lieu  | Finale   | Finale  | Finale                 | Petite finale | Petite finale | Petite finale | Meilleur joueur |
| Éd. | Année | Lieu  | Or       | Score   | Argent                 | Bronze        | Score         | 4e place      | Meilleur joueur |
| --- | ----- | ----- | -------- | ------- | ---------------------- | ------------- | ------------- | ------------- | --------------- |
| 1re | 2020  | Tokyo | Lettonie | 21–18   | Comité olympique russe | Serbie        | 21–14         | Belgique      |                 |
| 2e  | 2024  | Paris | Pays-Bas | 18–17ap | France                 | Lituanie      | 21–18         | Lettonie      | De Jong         |

### Féminin
| Éd. | Année | Lieu  | Finale     | Finale | Finale                 | Petite finale | Petite finale | Petite finale | Meilleure joueuse |
| Éd. | Année | Lieu  | Or         | Score  | Argent                 | Bronze        | Score         | 4e place      | Meilleure joueuse |
| --- | ----- | ----- | ---------- | ------ | ---------------------- | ------------- | ------------- | ------------- | ----------------- |
| 1re | 2020  | Tokyo | États-Unis | 18–15  | Comité olympique russe | Chine         | 16–14         | France        |                   |
| 2e  | 2024  | Paris | Allemagne  | 17–16  | Espagne                | États-Unis    | 16–13         | Canada        | Greinacher        |

## Tableau des médailles
| Rang  | Nation   | Or | Argent | Bronze | Total |
| ----- | -------- | -- | ------ | ------ | ----- |
| 1     | Pays-Bas | 1  | 0      | 0      | 1     |
| 1     | Lettonie | 1  | 0      | 0      | 1     |
| 3     | France   | 0  | 1      | 0      | 1     |
| 3     | Russie   | 0  | 1      | 0      | 1     |
| 5     | Lituanie | 0  | 0      | 1      | 1     |
| 5     | Serbie   | 0  | 0      | 1      | 1     |
| Total | Total    | 2  | 2      | 2      | 6     |

| Rang  | Nation     | Or | Argent | Bronze | Total |
| ----- | ---------- | -- | ------ | ------ | ----- |
| 1     | États-Unis | 1  | 0      | 1      | 2     |
| 2     | Allemagne  | 1  | 0      | 0      | 1     |
| 3     | Espagne    | 0  | 1      | 0      | 1     |
| 3     | Russie     | 0  | 1      | 0      | 1     |
| 5     | Chine      | 0  | 0      | 1      | 1     |
| Total | Total      | 2  | 2      | 2      | 2     |

### Combiné
| Rang  | Nation     | Or | Argent | Bronze | Total |
| ----- | ---------- | -- | ------ | ------ | ----- |
| 1     | États-Unis | 1  | 0      | 1      | 2     |
| 2     | Allemagne  | 1  | 0      | 0      | 1     |
| 2     | Lettonie   | 1  | 0      | 0      | 1     |
| 2     | Pays-Bas   | 1  | 0      | 0      | 1     |
| 5     | Russie     | 0  | 2      | 0      | 2     |
| 6     | France     | 0  | 1      | 0      | 1     |
| 6     | Espagne    | 0  | 1      | 0      | 1     |
| 8     | Lituanie   | 0  | 0      | 1      | 1     |
| 8     | Serbie     | 0  | 0      | 1      | 1     |
| 8     | Chine      | 0  | 0      | 1      | 1     |
| Total | Total      | 4  | 4      | 4      | 12    |

## Nations participantes
Liste des nations participantes depuis les Jeux olympiques d'été de 2020 et classement obtenu.

| Nation     | 2020 | 2024 | Part. | MR  |
| ---------- | ---- | ---- | ----- | --- |
| Belgique   | 4e   |      | 1     | 4e  |
| Chine      | 8e   | 8e   | 2     | 8e  |
| États-Unis |      | 7e   | 1     | 7e  |
| France     |      | 2e   | 2     | 2e  |
| Japon      | 6e   |      | 1     | 6e  |
| Lettonie   | 1er  | 4e   | 2     | 1er |
| Lituanie   |      | 3e   | 1     | 3e  |
| Pays-Bas   | 5e   | 1er  | 2     | 1er |
| Pologne    | 7e   | 6e   | 2     | 6e  |
| Russie     | 2e   |      | 1     | 2e  |
| Serbie     | 3e   | 5e   | 2     | 5e  |
| Nations    | 8    | 8    |       |     |

| Nation      | 2020 | 2024 | Part. | MR  |
| ----------- | ---- | ---- | ----- | --- |
| Allemagne   |      | 1er  | 1     | 1er |
| Australie   |      | 5e   | 1     | 5e  |
| Azerbaïdjan |      | 7e   | 1     | 7e  |
| Canada      |      | 4e   | 1     | 4e  |
| Chine       | 3e   | 6e   | 2     | 3e  |
| Espagne     |      | 2e   | 1     | 2e  |
| États-Unis  | 1er  | 3e   | 2     | 1er |
| France      | 4e   | 8e   | 2     | 4e  |
| Italie      | 6e   |      | 1     | 6e  |
| Japon       | 5e   |      | 1     | 5e  |
| Mongolie    | 8e   |      | 1     | 8e  |
| ROC         | 2e   |      | 1     | 2e  |
| Roumanie    | 7e   |      | 1     | 7e  |
| Nations     | 8    | 8    |       |     |